# Mikladalur
Mikladalur is een dorp op het eiland Kalsoy behorende tot de gemeente Klaksvíkar op de Faeröer. Mikladalur heeft 44 inwoners (2005). De postcode van Mikladalur is FO 797. De stenen kerk van het dorp dateert van 1856. De tunnel naar Trøllanes werd in 1985 opengesteld voor het verkeer.

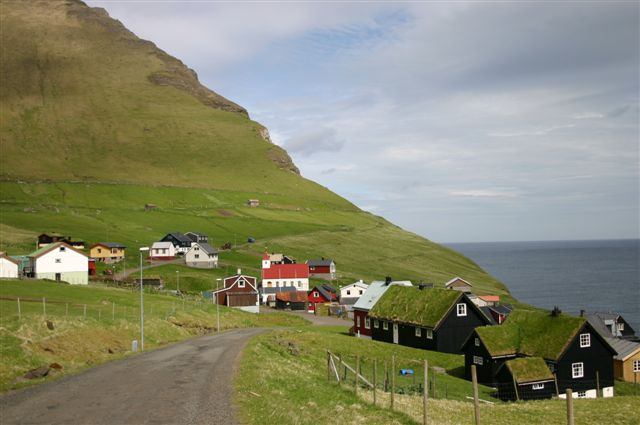
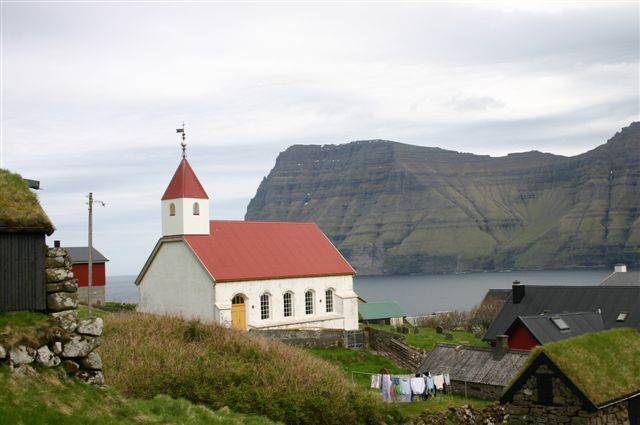